# Capanema (kommun i Brasilien, Pará, lat -1,10, long -47,08)
Capanema är en kommun i Brasilien.   Den ligger i delstaten Pará, i den nordöstra delen av landet, 1 600 km norr om huvudstaden Brasília. Antalet invånare är 63 628.
Följande samhällen finns i Capanema:
- Capanema

Omgivningarna runt Capanema är en mosaik av jordbruksmark och naturlig växtlighet. Runt Capanema är det ganska glesbefolkat, med 43 invånare per kvadratkilometer.